# Tahuata

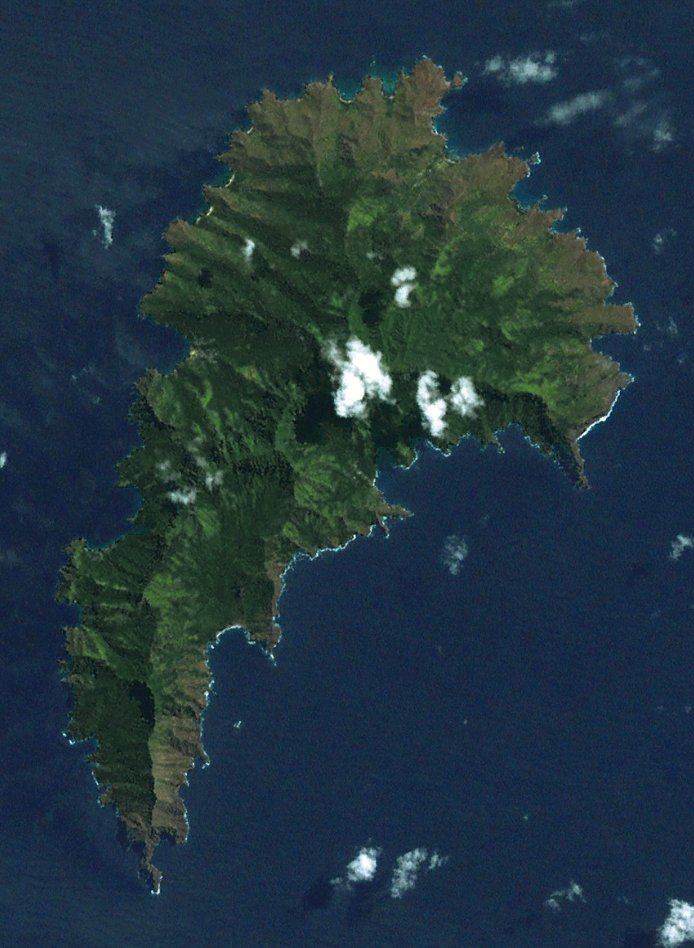
Satellietfoto

Tahuata is het kleinste bewoonde eiland van de Marquesaseilanden, Frans-Polynesië. Het ligt 4 kilometer ten zuiden van het eiland Hiva Oa. Het hoogste punt van het eiland is Mount Amatea die 1050 meter hoog is.
Tahuata werd in 1595 ontdekt door de Spaanse ontdekkingsreiziger Álvaro de Mendaña de Neira. James Cook bezocht het eiland in 1774.

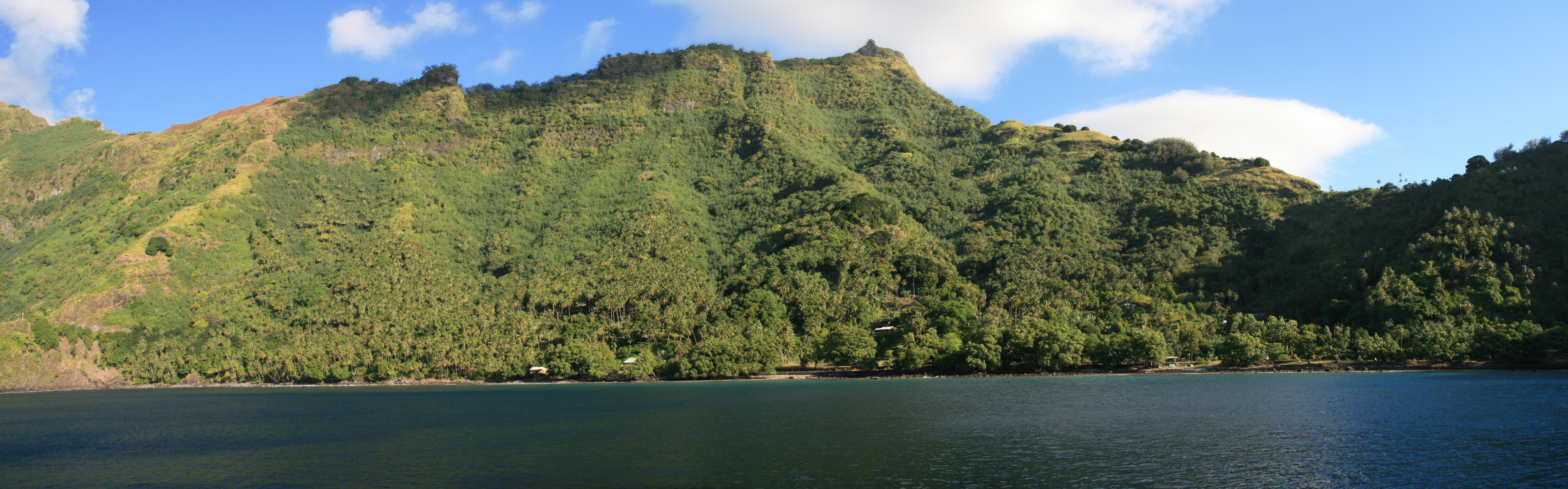
Westkust van Tahuata

Noordelijke groep:
Eiao ·
Hatutu ·
Motu Iti ·
Motu One ·
Nuku Hiva ·
Ua Huka ·
Ua Pou
Zuidelijke groep:
Fatu Hiva ·
Fatu Huku ·
Hiva Oa ·
Moho Tani ·
Motu Nao ·
Tahuata